# Vítkov (Štěkeň)
Vítkov je malá vesnice, část městyse Štěkeň v okrese Strakonice v Jihočeském kraji. Nachází se asi 2,5 kilometru severovýchodně od Štěkně. Je zde evidováno 31 adres. V roce 2011 zde trvale žilo 54 obyvatel.
Vítkov leží v katastrálním území Vítkov u Štěkně o rozloze 5,39 km². V katastrálním území Vítkov u Štěkně leží i Nové Kestřany.

## Historie
První písemná zmínka o vesnici pochází z roku 1371.

## Obyvatelstvo
| Rok            | 1869 | 1880 | 1890 | 1900 | 1910 | 1921 | 1930 | 1950 | 1961 | 1970 | 1980 | 1991 | 2001 | 2011 | 2021 |
| -------------- | ---- | ---- | ---- | ---- | ---- | ---- | ---- | ---- | ---- | ---- | ---- | ---- | ---- | ---- | ---- |
| Počet obyvatel | 175  | 186  | 167  | 172  | 173  | 177  | 155  | 110  | 94   | 81   | 69   | 45   | 51   | 54   | 64   |
| Počet domů     | 19   | 22   | 22   | 24   | 24   | 25   | 26   | 26   | 26   | 23   | 21   | 23   | 26   | 30   | 29   |

## Obecní správa
Při sčítání lidu v letech 1850–1959 Vítkov byl samostatnou obcí, se kterým patřil nejprve do okresu Písek, ale od roku 1950 v okrese Strakonice. Od roku 1960 je částí městyse Štěkeň v okrese Strakonice. V letech 1850–1959 k obci patřily Nové Kestřany.